# Campeonato Sul-Mato-Grossense de Futebol de 2016
O Campeonato Sul-Mato-Grossense de 2016 foi a trigésima oitava edição desta competição futebolística organizada pela Federação de Futebol de Mato Grosso do Sul.
O título desta edição ficou com o Sete de Dourados, que conquistou o campeonato após vencer o Comercial na decisão pelo placar agregado de 4–1. Este foi o primeiro título do Sete de Dourados na história da competição, que também garantiu ao clube o direito de disputar a Série D de 2016 e a Copa do Brasil de 2017.
O rebaixamento para a Série B começou a ser definido na penúltima rodada da fase inicial, quando o Aquidauanense foi goleado pelo Corumbaense, resultado que sacramentou o descenso do clube. Já o Misto completou a relação dos clubes rebaixados na última rodada.

## Formato e participantes
O regulamento do Campeonato Sul-Mato-Grossense de 2016 permaneceu semelhante ao do ano anterior: numa primeira fase, as doze agremiações foram divididas em dois grupos, pelos quais disputaram jogos de turno e returno contra os adversários do próprio chaveamento. Os quatro melhores de cada grupo classificaram-se para as quartas de final, disputadas em partidas eliminatórias com os vencedores dos confrontos avançando até a final. Originalmente, o Itaporã, que havia conquistado a segunda divisão do ano anterior, deveria disputar o campeonato, mas desistiu por motivos financeiros. A vaga foi repassada para o Aquidauanense. Os doze participantes dessa edição foram:
- Águia Negra
- Aquidauanense
- Chapadão
- Comercial
- Corumbaense
- Costa Rica
- Ivinhema
- Misto
- CE Naviraiense
- Novoperário
- Operário
- Sete de Dourados

## Resultados
Os resultados das partidas da competição estão apresentados nos chaveamentos abaixo. A primeira fase foi disputada por pontos corridos, com os seguintes critérios de desempates sendo adotados em caso de igualdades: número de vitórias, saldo de gols, número de gols marcados, confronto direto entre duas equipes e, caso necessário, a realização duma partida de desempate. Por outro lado, as fases eliminatórias consistiram de partidas de ida e volta, as equipes mandantes da primeira partida estão destacadas em itálico e as vencedoras do confronto, em negrito. Conforme preestabelecido no regulamento, o resultado agregado das duas partidas definiram quem avançou à final, que foi disputada por Sete de Dourados e Comercial e vencida pela primeira equipe, que se tornou campeã da edição.

### Fases finais
|  | Quartas de final | Quartas de final      | Quartas de final | Quartas de final |   |             | Semifinais       | Semifinais       | Semifinais       | Semifinais       |  |                  | Final         | Final         | Final         | Final         |  |  |
|  | 6 a 14 de abril  | 6 a 14 de abril       | 6 a 14 de abril  | 6 a 14 de abril  |   |             | 17 a 24 de abril | 17 a 24 de abril | 17 a 24 de abril | 17 a 24 de abril |  |                  | 1 e 8 de maio | 1 e 8 de maio | 1 e 8 de maio | 1 e 8 de maio |  |  |
|  |                  |                       |                  |                  |   |             |                  |                  |                  |                  |  |                  |               |               |               |               |  |  |
|  | Ivinhema         | 1                     | 3                | 4                |   |             |                  |                  |                  |                  |  |                  |               |               |               |               |  |  |
|  | Operário-MS (mc) | 3                     | 1                | 4                |   |             |                  |                  |                  |                  |  |                  |               |               |               |               |  |  |
|  | Operário-MS (mc) | 3                     | 1                | 4                |   | Operário-MS | 0                | 0                | 0                |                  |  |                  |               |               |               |               |  |  |
|  |                  |                       |                  |                  |   | Operário-MS | 0                | 0                | 0                |                  |  |                  |               |               |               |               |  |  |
|  |                  | Sete de Dourados (mc) | 0                | 0                | 0 |             |                  |                  |                  |                  |  |                  |               |               |               |               |  |  |
|  | Chapadão         | Sete de Dourados (mc) | 0                | 0                | 0 | 0           | 1                | 1                |                  |                  |  |                  |               |               |               |               |  |  |
|  | Chapadão         |                       |                  |                  |   | 0           | 1                | 1                |                  |                  |  |                  |               |               |               |               |  |  |
|  | Sete de Dourados | 1                     | 2                | 3                |   |             |                  |                  |                  |                  |  |                  |               |               |               |               |  |  |
|  | Sete de Dourados | 1                     | 2                | 3                |   |             |                  |                  |                  |                  |  | Sete de Dourados | 2             | 2             | 4             |               |  |  |
|  |                  |                       |                  |                  |   |             |                  |                  |                  |                  |  | Sete de Dourados | 2             | 2             | 4             |               |  |  |
|  |                  | Comercial-MS          | 1                | 0                | 1 |             |                  |                  |                  |                  |  |                  |               |               |               |               |  |  |
|  | Costa Rica       | Comercial-MS          | 1                | 0                | 1 | 1           | 2                | 3                |                  |                  |  |                  |               |               |               |               |  |  |
|  | Costa Rica       |                       |                  |                  |   | 1           | 2                | 3                |                  |                  |  |                  |               |               |               |               |  |  |
|  | Corumbaense      | 3                     | 2                | 5                |   |             |                  |                  |                  |                  |  |                  |               |               |               |               |  |  |
|  | Corumbaense      | 3                     | 2                | 5                |   | Corumbaense | 0                | 0                | 0                |                  |  |                  |               |               |               |               |  |  |
|  |                  |                       |                  |                  |   | Corumbaense | 0                | 0                | 0                |                  |  |                  |               |               |               |               |  |  |
|  |                  | Comercial-MS (mc)     | 0                | 0                | 0 |             |                  |                  |                  |                  |  |                  |               |               |               |               |  |  |
|  | Águia Negra      | Comercial-MS (mc)     | 0                | 0                | 0 | 1           | 0                | 1                |                  |                  |  |                  |               |               |               |               |  |  |
|  | Águia Negra      |                       |                  |                  |   | 1           | 0                | 1                |                  |                  |  |                  |               |               |               |               |  |  |
|  | Comercial-MS     | 3                     | 2                | 5                |   |             |                  |                  |                  |                  |  |                  |               |               |               |               |  |  |